# Табачний Геннадій Матвійович

Могила Геннадія Табачного

Геннадій Матвійович Табачний (31 серпня 1912 — 14 липня 1971) — Герой Соціалістичної Праці, почесний громадянин Севастополя.
Народився 31 серпня 1912 року. Звання Почесного громадянина Севастополя отримав 25 жовтня 1967 року за працю на Севморзаводі, активну громадську діяльність та особистий внесок у розвиток народного господарства.
Помер 14 липня 1971 року. Похований в Севастополі на кладовищі Комунарів.